# Hiệp hội bóng đá Ba Lan
Hiệp hội bóng đá Ba Lan (tiếng Ba Lan: Polski Związek Piłki Nożnej, PZPN) là tổ chức quản lý, điều hành các hoạt động bóng đá ở Ba Lan. Hiệp hội quản lý đội tuyển bóng đá quốc gia Ba Lan, tổ chức các giải bóng đá như vô địch quốc gia và cúp quốc gia. Hiệp hội bóng đá Ba Lan gia nhập FIFA năm 1923 và UEFA năm 1955.